# Musée lapidaire

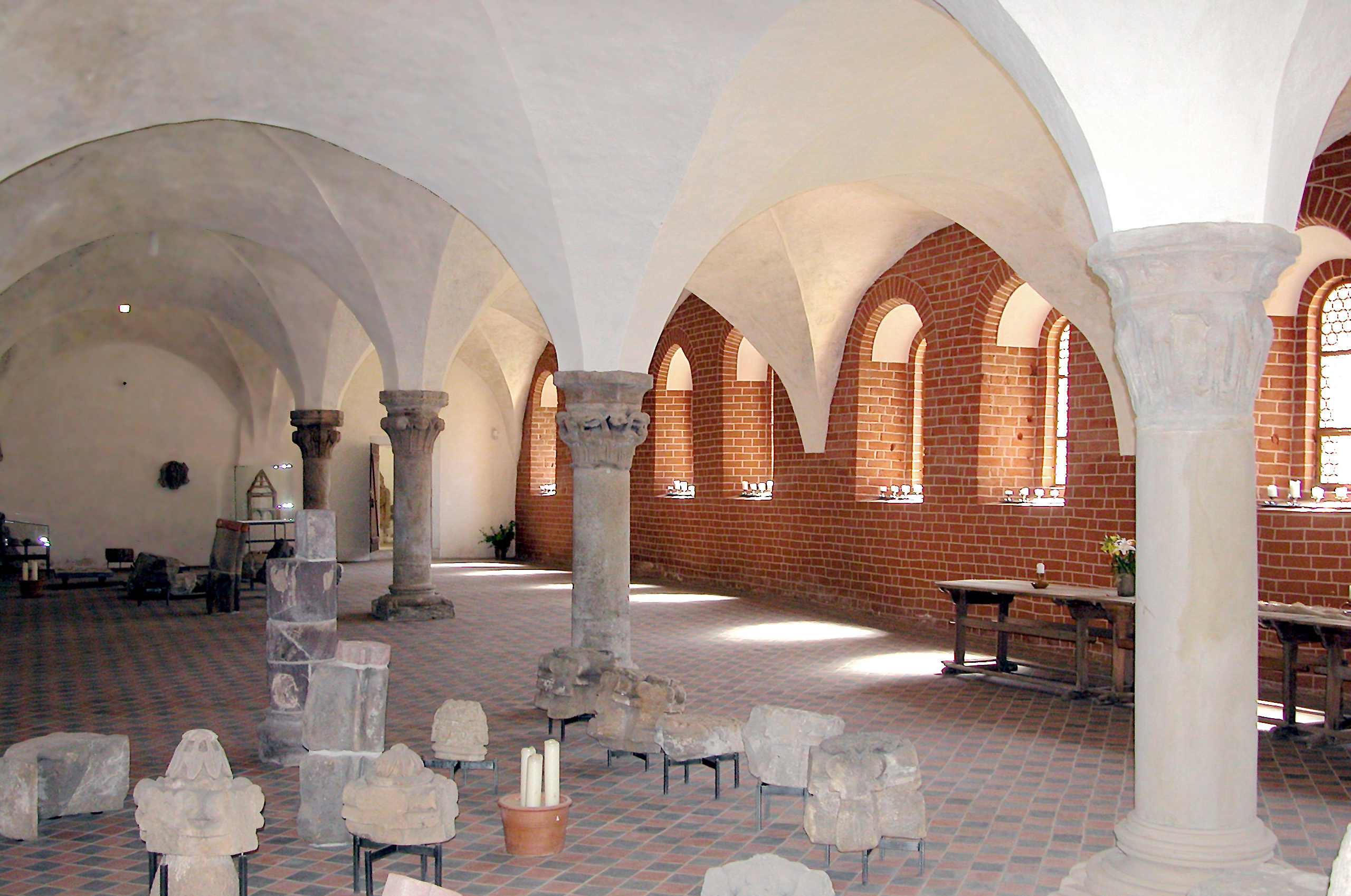
Musée lapidaire de Berlin.

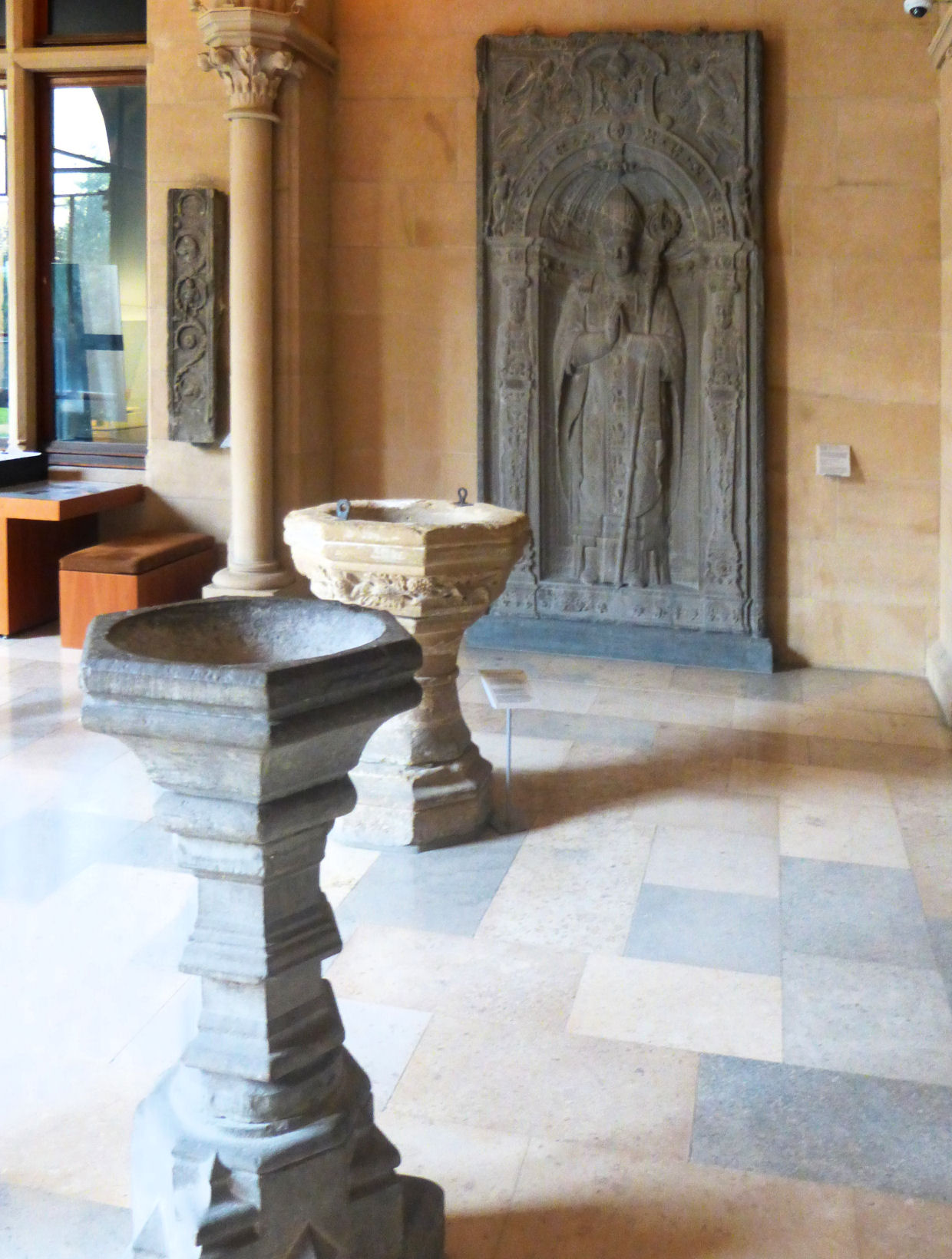
Lapidarium à Bruxelles, collection du Cinquantenaire

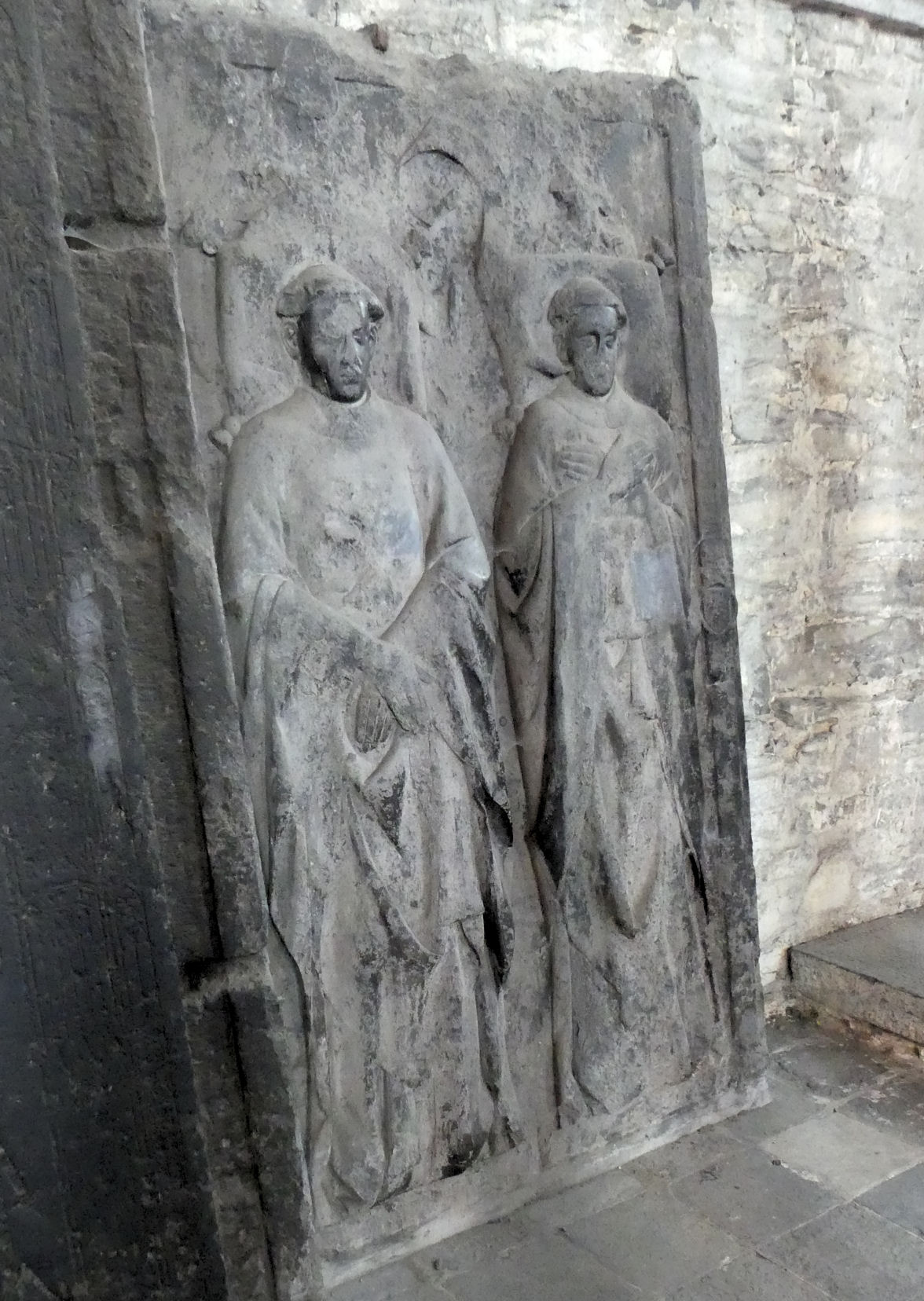
Musée de objets en pierre, Abbaye Saint-Bavon, Gand.

Un musée lapidaire ou lapidarium est un musée dont les collections sont principalement constituées de pierres et d'éléments architecturaux sculptés, tels des statues, des colonnes, des corniches et des acrotères, des bas-reliefs, des pierres tombales et des sarcophages.

## Musées
- En Algérie :
  - musée lapidaire d'El Kantara.
- En Allemagne :
  - musée lapidaire de Berlin (de)
- En Belgique:
  - Abbaye Saint-Bavon, Gand
  - Musée du Cinquantenaire, Bruxelles
- En France :
  - aître Saint-Saturnin à Blois ;
  - musée lapidaire Saint-Nicolas à Autun ;
  - musée lapidaire d'Avignon ;
  - musée lapidaire de Narbonne.
- En Italie :
  - musée lapidaire Estense de Modène (it)
- En République tchèque :
  - Lapidarium de Prague
- En Russie :
  - Lapidarium de Kertch
- En Serbie : 
  - Lapidarium de Niš